# Ислам в Туркменистане
Ислам в Туркменистане исповедуют подавляющее большинство населения страны. Более 90 % мусульмане-сунниты, около 9 % христиане (РПЦ).

## Этноконфессиональный состав
Среди исповедующих ислам около 80 % — туркмены, около 10 % — узбеки, 3 % — казахи, оставшиеся — азербайджанцы, белуджи и другие народности. В небольших районах вдоль границы с Ираном и в городе Туркменбаши проживают мусульмане-шииты, представленные иранцами, азербайджанцами или курдами.

## Исламизация
Первые мусульмане на территории современного Туркменистана появились во времена Арабских завоеваний. Обширная исламизация началось в сельджукский период.

## Современная история

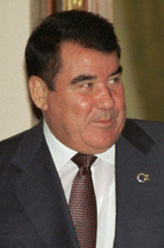
Сапармурат Ниязов — 1-й президент Туркменистана

Современная история страны как части СССР и как независимой республики отмечена подавлением исламского участия в жизни народа.
Развитие ислама в стране, подготовка и назначение священнослужителей, а также строительство мечетей находятся под контролем государства. Все имамы получают жалование от государства. В стране отсутствуют серьёзные политические силы, которые хоть как-то могли бы противостоять действующей власти. В отличие от соседних стран, в Туркменистане никогда не было «ваххабитских» группировок и их агентов влияния. На границе с Узбекистаном имеет место специфическая форма суфийского ордена (тариката) Накшбандия. Большинство туркмен следуют ханафитской правовой школе суннизма.
После обретения Туркменистаном независимости в 1991 году Сапармурад Ниязов (Туркменбаши) использовал ислам в деле строительства новой национальной идеи. В 1993 году он заявил, что Туркменистан возвращается к исламу как к части национальной культуры, а не как к религии с догматическими постулатами. В целях контроля за деятельностью религиозных организаций в 1994 году был создан Генгеши (Совет) по делам религии, который полностью подчинен президенту.
В 2000 году под знаменем борьбы с экстремизмом власти начали поход против инакомыслящих. Около 40 тысяч экземпляров переведённых на туркменский язык Коранов было сожжено. Перевод был сделан опальным Хаджаахметом Оразклычевым.
В результате ограничений со стороны органов власти, 70 летнего советского правления и местной мусульманской культуры традиционный ислам не играет доминирующей роли в обществе.

### Рухнамизация
По мере укрепления своей власти Ниязов пытался узурпировать исламский символизм. Он требовал, чтобы его труд «Рухнама» котировался наряду с Кораном. Цитаты из Рухнамы были вырезаны на стенах многих мечетей, а сами мечети обязаны были хранить не менее 2-х экземпляров книги.
В 2003 году был муфтий Туркменистана Насрулла ибн Ибадулла был осуждён на 22 года за резко негативную реакцию на приказ расписать мечети наряду с текстами из Корана цитатами из «Рухнамы» и отказ признать С. Ниязова божьим наместником.
В 2006 году на праздничном концерте, посвященном национальному празднику Новруз Ниязов заявил: «Тот, кто трижды прочтет мой труд „Рухнаму“, станет умным, поймет природу, законы, человеческие ценности. И после этого он попадет прямо в рай».
Рухнамизация всей страны стала важнейшей составляющей светской религии, а также главной линией, определяющей государственную политику по отношению к религиозным объединениям.
В сентябре 2007 года были зарегистрирована религиозная организация «Гурбанмырат ишан» Ахалского велаята. 15 мая 2009 года была зарегистрирована религиозная организация «Главная мечеть Марыйского велаята».

### Подготовка религиозных кадров
Религиозное образование находится под жестким контролем властей. С 1990-х годов в страну практически не поступала религиозная литература. В 2000 году Туркменбаши заявил, что все религиозные школы и медресе должны быть закрыты. По словам Ниязова, достаточно было иметь одно медресе, действующее под контролем муфтията. Из страны были депортированы 300 иностранных (в основном иранских) проповедников.
В 2005 году единственный в Туркменистане Факультет теологии в был преобразован в отделение теологии Факультета истории.

## Мечети

Мечеть Гурбангулы-хаджи (Мары).

В советский период в Туркменской ССР действовало только четыре мечети. При этом власти Туркменской ССР препятствовали распространению ислама. 28 февраля 1985 года председатель Совета по делам религий Константин Харчев сообщал в ЦК КПСС, что в четырех из пяти областных центров Туркменистана нет ни одного зарегистрированного объединения мусульман.
Харчев отмечал следующее:

Некоторые должностные лица в Туркменистане в своем стремлении прекратить коллективные богослужения мусульман дошли до того, что начали обрабатывать ядохимикатами построенные верующими молитвенные помещения. Верующие-мусульмане г. Ашхабада в одном из последних заявлений о легализации (регистрации) своего общества писали о том, что если их конституционные права не будут удовлетворены, то они оставляют за собой право обратиться за помощью к посольствам мусульманских стран в Москве.
В 2010 году по данным Совета по делам религии (СДР), количество мечетей составило 398.
В 1990-х годах на территории Туркменистана в некоторых кишлаках стали одновременно функционировать по 2 мечети: одна государственная, вторая — молельный дом, в котором местные жители не только отправляли религиозные обряды, но и обсуждали насущные проблемы.
В 1997 г. более половины действующих в Туркменистане мечетей не прошли перерегистрацию, но продолжали действовать при молчаливом согласии местных чиновников. Имамам мечетей было предписано после каждой молитвы (намаза) произносить клятву на верность родине и президенту, однако многие имамы игнорировали это предписание.
В эпоху С. Ниязова были построены роскошные мечети.